# フレッド・ニューマン (俳優)
フレデリック・R・ニューマン（Frederick R. Newman、1952年5月6日 - ）は、アメリカ合衆国の俳優、コメディアン、作曲家、フォーリー・アーティスト、トーク番組の元司会者である。

## 仕事の経路
ニューヨーク市での初仕事は『週刊誌 ニューズウィーク』。コメディをした後、ニューマンはユニークな発声を使った。ピーター・ワークマン（ワークマン・パブリッシング）は、フレッド・ニューマンに署名をし、ベストセラーの本『Mouth Sounds (モース・サウンズ)』を書いた、これは1980年にレコード、2004年にCDが発売されている。ニューマンは、ガリソン・キーラー司会のバラエティ番組「プレーリー・ホーム・コンパニオン」の俳優でもあり、口で効果音を出す人(フォーリー・アーティスト)でもあった。彼はニコロデオンの番組にも出演したことがあり、日本では1990年代頃のポンキッキーズ(第1期)に出演したことがある。

## フレッドの私生活
ニューマンはジョージア州にあるラグランジで誕生。1974年にはジョージア大学を卒業、1978年にハーバード・ビジネス・スクールでMBAを獲得している。1985年にはケイティー・ドブスと結婚し夫婦になり、子供には息子のギルジョン・ニューマンと娘のライラ・ニューマンがいる。娘はアルファ・ハウスのシーズン2にシャーロット役で出演している。

## 主な出演作品
1984年
- グレムリン (モグワイ、グレムリン)

1985年
- 突撃!O・Cとスティッグス お笑い黙示録 (ボンゴ)

1987年
- まんちぃず (マンチー)
- ハリーとヘンダスン一家 (ハリー)

1988年
- 再会の街/ブライトライツ・ビッグシティ (追加の声)
- ロジャー・ラビット (スチューピッド)

1997年
- メン・イン・ブラック (エイリアン)

1991年 - 1993年
- ダグ ※サウンド・デザイナー兼

1990年代
- ポンキッキーズ 第1期 (効果音を出すおじさん)

2000年 - 2009年
- ライオンたちとイングリッシュ (効果音を出すおじさん、ゴルフのアナウンサー)

2005年
- サタデー・ナイト・ライブ (フォーリー・アーティスト)

2007年
- トゥルー・ハリウッド・ストーリー (本人役)
- セサミストリート (エルモズワールドなど)

2008年
- アメリカン・マスターズ (効果音を出す男性)

2016年
- CBSニュース サンデーモーニング ※コメディアンとして出演

## 受賞
獲得した賞は4回である。
- デイタイム・エミー賞 2008年、2009年、2004年
- ケーブルACE賞 1983年